# Malocampa piratica
Malocampa piratica är en fjärilsart som beskrevs av William Schaus 1906. Malocampa piratica ingår i släktet Malocampa och familjen tandspinnare. Inga underarter finns listade i Catalogue of Life.